# Glaucina magnifica
Glaucina magnifica là một loài bướm đêm trong họ Geometridae.